# Lista amerykańskich senatorów ze stanu Wyoming
Lista amerykańskich senatorów ze stanu Wyoming – senatorzy wybrani ze stanu Wyoming.
Stan Wyoming został włączony do Unii 3 lipca 1890 roku. Posiada prawo do mandatów senatorskich 1. i 2. klasy. Do 8 kwietnia 1913 roku (ratyfikowania 17. poprawki do Konstytucji) senatorowie byli wybierani przez stanowy parlament. Od tego czasu wybierani są w wyborach powszechnych.

## 1. klasa
| Lp.   | Imię i nazwisko     | Imię i nazwisko | Od                | Do               | Partia               | Kadencja                                                 | Uwagi |
| ----- | ------------------- | --------------- | ----------------- | ---------------- | -------------------- | -------------------------------------------------------- | --- |
| 1     | Francis E. Warren   |                 | 18 listopada 1890 | 4 marca 1893     | Partia Republikańska | 1                                                        | Wybrany w 1890                                                                                           |
| Wakat | Wakat               | Wakat           | 4 marca 1893      | 23 stycznia 1895 |                      | 2                                                        | Parlament nie zdołał wybrać senatora                                                                     |
| 2     | Clarence D. Clark   |                 | 23 stycznia 1895  | 4 marca 1917     | Partia Republikańska | 2                                                        | Wybrany w 1895                                                                                           |
| 2     | Clarence D. Clark   | 3               | 23 stycznia 1895  | 4 marca 1917     | Partia Republikańska | Reelekcja w 1899                                         | |
| 2     | Clarence D. Clark   | 4               | 23 stycznia 1895  | 4 marca 1917     | Partia Republikańska | Reelekcja w 1905                                         | |
| 2     | Clarence D. Clark   | 5               | 23 stycznia 1895  | 4 marca 1917     | Partia Republikańska | Reelekcja w 1911 Przegrał wybory w 1916                  | |
| 3     | John B. Kendrick    |                 | 4 marca 1917      | 3 listopada 1933 | Partia Demokratyczna | 6                                                        | Wybrany w 1916                                                                                           |
| 3     | John B. Kendrick    | 7               | 4 marca 1917      | 3 listopada 1933 | Partia Demokratyczna | Reelekcja w 1922                                         | |
| 3     | John B. Kendrick    | 8               | 4 marca 1917      | 3 listopada 1933 | Partia Demokratyczna | Reelekcja w 1928 Zmarł w trakcie trwania kadencji w 1933 | |
| Wakat | Wakat               | Wakat           | 3 listopada 1933  | 18 grudnia 1933  |                      | 8                                                        | |
| 4     | Joseph C. O’Mahoney |                 | 18 grudnia 1933   | 3 stycznia 1953  | Partia Demokratyczna | 8                                                        | Mianowany do dokończenia kadencji w 1933                                                                 |
| 4     | Joseph C. O’Mahoney | 9               | 18 grudnia 1933   | 3 stycznia 1953  | Partia Demokratyczna | Wybrany na pełną kadencję w 1934                         | |
| 4     | Joseph C. O’Mahoney | 10              | 18 grudnia 1933   | 3 stycznia 1953  | Partia Demokratyczna | Reelekcja w 1940                                         | |
| 4     | Joseph C. O’Mahoney | 11              | 18 grudnia 1933   | 3 stycznia 1953  | Partia Demokratyczna | Reelekcja w 1946 Przegrał wybory w 1952                  | |
| 5     | Frank A. Barrett    |                 | 3 stycznia 1953   | 3 stycznia 1959  | Partia Republikańska | 12                                                       | Wybrany w 1952 Przegrał wybory w 1958                                                                    |
| 6     | Gale W. McGee       |                 | 3 stycznia 1959   | 3 stycznia 1977  | Partia Demokratyczna | 13                                                       | Wybrany w 1958                                                                                           |
| 6     | Gale W. McGee       | 14              | 3 stycznia 1959   | 3 stycznia 1977  | Partia Demokratyczna | Reelekcja w 1964                                         | |
| 6     | Gale W. McGee       | 15              | 3 stycznia 1959   | 3 stycznia 1977  | Partia Demokratyczna | Reelekcja w 1970 Przegrał wybory w 1976                  | |
| 7     | Malcolm Wallop      |                 | 3 stycznia 1977   | 3 stycznia 1995  | Partia Republikańska | 16                                                       | Wybrany w 1976                                                                                           |
| 7     | Malcolm Wallop      | 17              | 3 stycznia 1977   | 3 stycznia 1995  | Partia Republikańska | Reelekcja w 1982                                         | |
| 7     | Malcolm Wallop      | 18              | 3 stycznia 1977   | 3 stycznia 1995  | Partia Republikańska | Reelekcja w 1988 Nie starał się o reelekcję w 1994       | |
| 8     | Craig Thomas        |                 | 3 stycznia 1995   | 4 czerwca 2007   | Partia Republikańska | 19                                                       | Wybrany w 1994                                                                                           |
| 8     | Craig Thomas        | 20              | 3 stycznia 1995   | 4 czerwca 2007   | Partia Republikańska | Reelekcja w 2000                                         | |
| 8     | Craig Thomas        | 21              | 3 stycznia 1995   | 4 czerwca 2007   | Partia Republikańska | Reelekcja w 2006 Zmarł w trakcie trwania kadencji w 2007 | |
| Wakat | Wakat               | Wakat           | 4 czerwca 2007    | 22 czerwca 2007  |                      | 21                                                       | |
| 9     | John Barrasso       |                 | 22 czerwca 2007   | nadal            | Partia Republikańska | 21                                                       | Mianowany do kontynuowania kadencji w 2007 Wybrany do dokończenia kadencji w wyborach specjalnych w 2008 |
| 9     | John Barrasso       | 22              | 22 czerwca 2007   | nadal            | Partia Republikańska | Wybrany na pełną kadencję w 2012                         | |
| 9     | John Barrasso       | 23              | 22 czerwca 2007   | nadal            | Partia Republikańska | Reelekcja w 2018                                         | |

## 2. klasa
| Lp.                                                                                            | Imię i nazwisko     | Imię i nazwisko | Od                                                 | Do                | Partia               | Kadencja                                                                             | Uwagi                                                                                           |
| ---------------------------------------------------------------------------------------------- | ------------------- | --------------- | -------------------------------------------------- | ----------------- | -------------------- | ------------------------------------------------------------------------------------ | ----------------------------------------------------------------------------------------------- |
| 1                                                                                              | Joseph M. Carey     |                 | 15 listopada 1890                                  | 4 marca 1895      | Partia Republikańska | 1                                                                                    | Wybrany w 1890 Przegrał wybory w 1895                                                           |
| 2                                                                                              | Francis E. Warren   |                 | 4 marca 1895                                       | 24 listopada 1929 | Partia Republikańska | 2                                                                                    | Wybrany w 1895                                                                                  |
| 2                                                                                              | Francis E. Warren   | 3               | 4 marca 1895                                       | 24 listopada 1929 | Partia Republikańska | Reelekcja w 1901                                                                     |                                                                                                 |
| 2                                                                                              | Francis E. Warren   | 4               | 4 marca 1895                                       | 24 listopada 1929 | Partia Republikańska | Reelekcja w 1907                                                                     |                                                                                                 |
| 2                                                                                              | Francis E. Warren   | 5               | 4 marca 1895                                       | 24 listopada 1929 | Partia Republikańska | Reelekcja w 1913                                                                     |                                                                                                 |
| 2                                                                                              | Francis E. Warren   | 6               | 4 marca 1895                                       | 24 listopada 1929 | Partia Republikańska | Reelekcja w 1918                                                                     |                                                                                                 |
| 2                                                                                              | Francis E. Warren   | 7               | 4 marca 1895                                       | 24 listopada 1929 | Partia Republikańska | Reelekcja w 1924 Zmarł w trakcie trwania kadencji w 1929                             |                                                                                                 |
| Wakat                                                                                          | Wakat               | Wakat           | 24 listopada 1929                                  | 5 grudnia 1929    |                      | 7                                                                                    |                                                                                                 |
| 3                                                                                              | Patrick J. Sullivan |                 | 5 grudnia 1929                                     | 20 listopada 1930 | Partia Republikańska | 7                                                                                    | Mianowany do kontynuowania kadencji w 1929 Zrezygnował po wyborze następcy                      |
| Wakat                                                                                          | Wakat               | Wakat           | 20 listopada 1930                                  | 1 grudnia 1930    |                      | 7                                                                                    |                                                                                                 |
| 4                                                                                              | Robert D. Carey     |                 | 1 grudnia 1930                                     | 3 stycznia 1937   | Partia Republikańska | 7                                                                                    | Wybrany do dokończenia kadencji w wyborach specjalnych w 1930                                   |
| 4                                                                                              | Robert D. Carey     | 8               | 1 grudnia 1930                                     | 3 stycznia 1937   | Partia Republikańska | Wybrany na pełną kadencję w 1930 Przegrał wybory w 1936                              |                                                                                                 |
| 5                                                                                              | Henry H. Schwartz   |                 | 3 stycznia 1937                                    | 3 stycznia 1943   | Partia Demokratyczna | 9                                                                                    | Wybrany w 1936 Przegrał wybory w 1942                                                           |
| 6                                                                                              | Edward V. Robertson |                 | 3 stycznia 1943                                    | 3 stycznia 1949   | Partia Republikańska | 10                                                                                   | Wybrany w 1942 Przegrał wybory w 1948                                                           |
| 7                                                                                              | Lester C. Hunt      |                 | 3 stycznia 1949                                    | 19 czerwca 1954   | Partia Demokratyczna | 11                                                                                   | Wybrany w 1948 Zmarł w trakcie trwania kadencji w 1954                                          |
| Wakat                                                                                          | Wakat               | Wakat           | 19 czerwca 1954                                    | 24 czerwca 1954   |                      | 11                                                                                   |                                                                                                 |
| 8                                                                                              | Edward D. Crippa    |                 | 24 czerwca 1954                                    | 28 listopada 1954 | Partia Republikańska | 11                                                                                   | Mianowany do kontynuowania kadencji w 1954 Zrezygnował po wyborze następcy                      |
| 9                                                                                              | Joseph C. O’Mahoney |                 | 29 listopada 1954                                  | 3 stycznia 1961   | Partia Demokratyczna | 11                                                                                   | Wybrany do dokończenia kadencji w wyborach specjalnych w 1954                                   |
| 9                                                                                              | Joseph C. O’Mahoney | 12              | 29 listopada 1954                                  | 3 stycznia 1961   | Partia Demokratyczna | Wybrany na pełną kadencję w 1954 Nie starał się o reelekcję w 1960                   |                                                                                                 |
| Republikanin Edwin Keith Thomson został wybrany w 1960, lecz zmarł przed rozpoczęciem kadencji |                     |                 |                                                    |                   |                      |                                                                                      |                                                                                                 |
| 10                                                                                             | John J. Hickey      |                 | 3 stycznia 1961                                    | 6 listopada 1962  | Partia Demokratyczna | 13                                                                                   | Mianowany (przez samego siebie) do rozpoczęcia kadencji Przegrał w wyborach specjalnych w 1962  |
| 11                                                                                             | Milward L. Simpson  |                 | 6 listopada 1962                                   | 3 stycznia 1967   | Partia Republikańska | 13                                                                                   | Wybrany do dokończenia kadencji w wyborach specjalnych w 1962 Nie starał się o reelekcję w 1966 |
| 12                                                                                             | Clifford Hansen     |                 | 3 stycznia 1967                                    | 31 grudnia 1978   | Partia Republikańska | 14                                                                                   | Wybrany w 1966                                                                                  |
| 12                                                                                             | Clifford Hansen     | 15              | 3 stycznia 1967                                    | 31 grudnia 1978   | Partia Republikańska | Reelekcja w 1972 Nie starał się o reelekcję w 1978 Zrezygnował przed końcem kadencji |                                                                                                 |
| 13                                                                                             | Alan K. Simpson     | 15              |                                                    | 1 stycznia 1979   | 3 stycznia 1997      | Partia Republikańska                                                                 | Mianowany do dokończenia kadencji, będąc już wcześniej wybrany na pełną kadencję                |
| 13                                                                                             | Alan K. Simpson     | 16              | Wybrany w 1978                                     | 1 stycznia 1979   | 3 stycznia 1997      | Partia Republikańska                                                                 |                                                                                                 |
| 13                                                                                             | Alan K. Simpson     | 17              | Reelekcja w 1984                                   | 1 stycznia 1979   | 3 stycznia 1997      | Partia Republikańska                                                                 |                                                                                                 |
| 13                                                                                             | Alan K. Simpson     | 18              | Reelekcja w 1990 Nie starał się o reelekcję w 1996 | 1 stycznia 1979   | 3 stycznia 1997      | Partia Republikańska                                                                 |                                                                                                 |
| 14                                                                                             | Mike Enzi           |                 | 3 stycznia 1997                                    | 3 stycznia 2021   | Partia Republikańska | 19                                                                                   | Wybrany w 1996                                                                                  |
| 14                                                                                             | Mike Enzi           | 20              | 3 stycznia 1997                                    | 3 stycznia 2021   | Partia Republikańska | Reelekcja w 2002                                                                     |                                                                                                 |
| 14                                                                                             | Mike Enzi           | 21              | 3 stycznia 1997                                    | 3 stycznia 2021   | Partia Republikańska | Reelekcja w 2008                                                                     |                                                                                                 |
| 14                                                                                             | Mike Enzi           | 22              | 3 stycznia 1997                                    | 3 stycznia 2021   | Partia Republikańska | Reelekcja w 2014 Nie starał się o reelekcję w 2020                                   |                                                                                                 |
| 15                                                                                             | Cynthia Lummis      |                 | 3 stycznia 2021                                    | nadal             | Partia Republikańska | 23                                                                                   | Wybrana w 2020                                                                                  |